# Demény Károly
Demény Károly, születési és 1897-ig használt nevén Dürr Károly (Temesvár, 1859. május 28. – Budapest, 1952. február 24.) postavezérigazgató, sportvezető.

## Életútja
Dürr József és Baumgartner Terézia fiaként született. Jogi tanulmányainak elvégzése után 1882-ben lépett postai szolgálatba. Már 1895-ben budapesti postaigazgatóvá nevezték ki és ebben az állásban 1918-ig érdemdús működést fejtett ki amikor a forradalom alkalmával nyugdíjba helyezték. A trianoni békeszerződés után őt nevezték ki postavezérigazgatónak, ő vezette a magyar királyi posta újraépítését és 1929-ben magas kitüntetéssel nyugalomba vonult. Már fiatal fogalmazó korában részt vett a Baross Gábor minisztersége idejében végzett nagy postai reformmunkálatokban, később mint postaigazgató azzal tűnt ki, hogy a postaszemélyzet társadalmi intézményeit szervezte, nevezetesen a postai betegsegélyző és a postai zeneegyesületet. 1895-ben megnyerte Magyarország teniszbajnokságát. A magyar sportélet fejlesztésében is jelentős szerepet vitt. A Budapesti Budai Torna Egylet (BBTE) elnöke, az Országos Testnevelési Tanács egyik alelnöke volt. 92 évesen hunyt el. Felesége Mendelényi Mária volt.

## Fontosabb művei
- A posta, telegráf és telefon hazai és világútja (Budapest, 1914)
- Az elemi iskolai testnevelés alapelvei (Budapest, 1918)
- A Bp.-i Budai Tornaegylet 60 éves története 1689–1929 (Budapest, 1929)
- Az iskolai testnevelés jövő feladatai (Budapest, 1937)